# 赖谢茨霍芬
赖谢茨霍芬是德国巴伐利亚州的一个市镇。总面积36.89平方公里，总人口7567人，其中男性3825人，女性3742人（2011年12月31日），人口密度205人/平方公里。